# Berliner Theatertreffen 2010 bis 2019
Sämtliche zum Berliner Theatertreffen eingeladene Inszenierungen von 2010 bis 2019.

## 47. Theatertreffen 2010
7. bis 24. Mai 2010
- Deutsches Theater Berlin – Diebe von Dea Loher – Regie: Andreas Kriegenburg
- Schauspielhaus Graz – Die Stunde da wir nichts voneinander wußten nach Peter Handke (Bearbeitung: Viktor Bodó) – Regie: Viktor Bodó
- Thalia Theater, Hamburg – Liebe und Geld von Dennis Kelly – Regie: Stephan Kimmig
- Thalia Theater, Hamburg in Koproduktion mit dem Schauspiel Köln – Die Kontrakte des Kaufmanns. Eine Wirtschaftskomödie von Elfriede Jelinek – Regie: Nicolas Stemann
- Schauspiel Köln – Die Schmutzigen, die Hässlichen und die Gemeinen von Ettore Scola und Ruggero Maccari – Regie: Karin Beier
- Schauspiel Köln in Koproduktion mit dem  NT Gent und De Veenfabriek – Kasimir und Karoline von Ödön von Horváth – Regie: Johan Simons und Paul Koek
- Münchner Kammerspiele – Kleiner Mann – was nun? nach dem Roman von Hans Fallada – Regie: Luk Perceval
- Burgtheater, Wien – Life and Times – Episode 1 von Kelly Copper und Pavol Liska – Regie: Kelly Copper und Pavol Liska
- Burgtheater, Wien – Der goldene Drache von Roland Schimmelpfennig – Regie: Roland Schimmelpfennig
- Wiener Festwochen – Riesenbutzbach. Eine Dauerkolonie von Christoph Marthaler und Anna Viebrock – Regie: Christoph Marthaler

## 48. Theatertreffen 2011
6. bis 23. Mai 2011
- Ballhaus Naunynstraße, Berlin – Verrücktes Blut von Nurkan Erpulat und Jens Hillje – Regie: Nurkan Erpulat
- Hebbel am Ufer, Berlin / Kampnagel, Hamburg / Forum Freies Theater, Düsseldorf – Testament von She She Pop – Regie: She She Pop
- Festspielhaus Afrika, Brüssel – Via Intolleranza II von Christoph Schlingensief – Regie: Christoph Schlingensief
- Staatsschauspiel Dresden – Don Carlos von Friedrich Schiller – Regie: Roger Vontobel
- Schauspiel Köln – Der Kirschgarten von Anton Tschechow – Regie: Karin Henkel
- Schauspiel Köln – Das Werk / Im Bus / Ein Sturz von Elfriede Jelinek – Regie: Karin Beier
- Theater Oberhausen – Nora oder ein Puppenhaus von Henrik Ibsen – Regie: Herbert Fritsch
- Mecklenburgisches Staatstheater Schwerin – Der Biberpelz von Gerhart Hauptmann – Regie: Herbert Fritsch
- Burgtheater, Wien – Die Beteiligten von Kathrin Röggla – Regie: Stefan Bachmann
- Schauspielhaus Zürich – Tod eines Handlungsreisenden von Arthur Miller – Regie: Stefan Pucher

## 49. Theatertreffen 2012
4. bis 21. Mai 2012
- Volksbühne Berlin – John Gabriel Borkman von Henrik Ibsen – Regie: Vegard Vinge
- Volksbühne Berlin – Kill your Darlings! Streets of Berladelphia von René Pollesch – Regie: René Pollesch
- Volksbühne Berlin – Die spanische Fliege von Franz Arnold und Ernst Bach – Regie: Herbert Fritsch
- Memorial Centre / Hebbel am Ufer, Berlin u. a. – Hate Radio von Milo Rau – Regie: Milo Rau
- Hebbel am Ufer, Berlin – Before Your Very Eyes von Gob Squad
- Theater Bonn – Ein Volksfeind von Henrik Ibsen – Regie: Lukas Langhoff
- Thalia Theater (Hamburg) / Salzburger Festspiele – Faust I+II von Johann Wolfgang von Goethe – Regie: Nicolas Stemann
- Münchner Kammerspiele – Gesäubert / Gier / 4.48 Psychose von Sarah Kane – Regie: Johan Simons
- Münchner Kammerspiele – Macbeth von William Shakespeare – Regie: Karin Henkel
- Burgtheater Wien – Platonow von Anton Tschechow – Regie: Alvis Hermanis

## 50. Theatertreffen 2013
3. bis 20. Mai 2013
- Schauspiel Frankfurt – Medea von Euripides – Regie: Michael Thalheimer
- Volksbühne Berlin  – Murmel Murmel von Dieter Roth – Regie: Herbert Fritsch
- Thalia Theater (Hamburg) – Jeder stirbt für sich allein nach dem Roman von Hans Fallada – Regie: Luk Perceval
- Centraltheater Leipzig / Ruhrfestspiele Recklinghausen – Krieg und Frieden nach dem Roman von Leo Tolstoi – Regie: Sebastian Hartmann
- Münchner Kammerspiele – Die Straße. Die Stadt. Der Überfall von Elfriede Jelinek – Regie: Johan Simons
- Theater HORA – Stiftung Züriwerk, Zürich / R. B. Jérôme Bel / Hebbel am Ufer, Berlin u. a. – Disabled Theater
- Schauspiel Köln / Fifty Nine Production London – Reise durch die Nacht von Friederike Mayröcker – Regie: Katie Mitchell
- Schauspielhaus Zürich – Die heilige Johanna der Schlachthöfe – Regie: Sebastian Baumgarten
- Schauspiel Köln – Die Ratten – Regie: Karin Henkel
- Münchner Kammerspiele – Orpheus steigt herab von Tennessee Williams – Regie: Sebastian Nübling

## 51. Theatertreffen 2014
2. bis 18. Mai 2014
- Schauspielhaus Zürich – Amphitryon und sein Doppelgänger – Regie: Karin Henkel
- Schauspielhaus Zürich – Die Geschichte von Kaspar Hauser – Regie: Alvis Hermanis
- Burgtheater Wien – Die letzten Zeugen, Ein Projekt von Doron Rabinovici und Matthias Hartmann
- Münchner Kammerspiele – Fegefeuer in Ingolstadt – Regie: Susanne Kennedy
- Volksbühne am Rosa-Luxemburg-Platz, Berlin – Ohne Titel Nr. 1 // Eine Oper von Herbert Fritsch – Regie Herbert Fritsch
- Schauspiel Stuttgart – Onkel Wanja – Regie: Robert Borgmann
- Residenztheater München – Reise ans Ende der Nacht – Regie: Frank Castorf
- Rimini Apparat, Ruhrtriennale u. a. – Situation Rooms – Regie: Helgard Haug, Stefan Kaegi, Daniel Wetzel (Rimini Protokoll)
- Münchner Kammerspiele, Le Ballet C de la B u. a. – Tauberbach – Regie: Alain Platel
- Residenztheater München – Zement von Heiner Müller – Regie: Dimiter Gotscheff

## 52. Theatertreffen 2015
1. bis 17. Mai 2015
- Schauspiel Hannover – Atlas der abgelegenen Inseln – Regie: Thom Luz
- Residenztheater München – Baal – Regie: Frank Castorf
- Maxim-Gorki-Theater, Berlin – Common Ground – Regie: Yael Ronen
- Schauspiel Stuttgart – Das Fest – Regie: Christopher Rüping
- Akademietheater des Wiener Burgtheaters – Die lächerliche Finsternis – Regie: Dušan David Pařízek
- Thalia Theater (Hamburg) – Die Schutzbefohlenen[1]  – Regie: Nicolas Stemann
- Akademietheater des Wiener Burgtheaters – die unverheiratete – Regie: Robert Borgmann
- Deutsches Schauspielhaus, Hamburg – John Gabriel Borkman – Regie: Karin Henkel
- Ruhrfestspiele Recklinghausen / Deutsches Theater, Berlin – Warten auf Godot – Regie: Ivan Panteleev
- Münchner Kammerspiele – Warum läuft Herr R. Amok? – Regie: Susanne Kennedy

Die Fachzeitschrift Theater heute merkte positiv an, das Festival sei „stark verjüngt“: Die Hälfte der eingeladenen Regisseure sei jünger als 40, neun jünger als 50. Drei von zehn Einladungen seien an Frauen ergangen, fünf der Regisseure seien erstmals dabei: Yael Ronen, Ivan Panteleev, Thom Luz, Christopher Rüping und Dušan David Pařízek. Doch auch in diesem Jahr gingen die Einladungen in die großen Städte: Wien, Hamburg, München, Stuttgart, Hannover und natürlich Berlin. Ein Zusammenhang dieser Auswahl mit der besseren Theaterfinanzierung in Städten und der damit zusammenhängenden künstlerischen Unabhängigkeit wird nahegelegt.

## 53. Theatertreffen 2016
6. bis 22. Mai 2016
- Volksbühne am Rosa-Luxemburg-Platz, Berlin – der die mann nach Texten von Konrad Bayer – Regie: Herbert Fritsch
- Deutsches Schauspielhaus, Hamburg – Effi Briest – allerdings mit anderem Text und auch anderer Melodie nach dem Roman von Theodor Fontane – Regie: Clemens Sienknecht und Barbara Bürk
- Schauspielhaus Zürich – Ein Volksfeind von Henrik Ibsen in einer Bearbeitung von Dietmar Dath – Regie: Stefan Pucher
- Akademietheater des Wiener Burgtheaters / Theater Basel – John Gabriel Borkman nach Henrik Ibsen – Regie: Simon Stone
- Münchner Kammerspiele – Mittelreich nach dem Roman von Josef Bierbichler – Regie: Anna-Sophie Mahler
- Deutsches Schauspielhaus, Hamburg – Schiff der Träume nach dem Film von Federico Fellini – Regie: Karin Beier
- Staatstheater Karlsruhe – Stolpersteine Staatstheater – Regie: Hans-Werner Kroesinger
- Maxim Gorki Theater, Berlin – The Situation – Regie: Yael Ronen
- Staatstheater Kassel – Tyrannis – Regie: Ersan Mondtag
- Deutsches Theater, Berlin – Väter und Söhne von Brian Friel nach dem Roman von Iwan Turgenjew – Regie: Daniela Löffner

## 54. Theatertreffen 2017
6. bis 21. Mai 2017
- Schauspiel Leipzig – 89/90 nach dem Roman von Peter Richter – Regie: Claudia Bauer
- Thalia Theater, Hamburg – Der Schimmelreiter von Theodor Storm – Regie: Johan Simons
- Schauspiel Dortmund – Die Borderline Prozession – Ein Loop um das, was uns trennt von Kay Voges, Dirk Baumann und Alexander Kerlin – Regie: Kay Voges
- Residenztheater, München – Die Räuber von Friedrich Schiller – Regie: Ulrich Rasche
- Konzert Theater Bern – Die Vernichtung von Ersan Mondtag und Olga Bach – Regie: Ersan Mondtag
- Theater Basel – Drei Schwestern von Simon Stone nach dem Drama von Anton Tschechow – Regie: Simon Stone
- Kunstenfestival Brüssel / Sophiensaele, Berlin – Five Easy Pieces von Milo Rau – Regie: Milo Rau
- Volksbühne am Rosa-Luxemburg-Platz, Berlin – Pfusch von Herbert Fritsch – Regie: Herbert Fritsch
- PACT Zollverein, Essen – Real Magic von Forced Entertainment – Regie: Forced Entertainment
- Staatstheater Mainz – Traurige Zauberer von Thom Luz – Regie: Thom Luz

## 55. Theatertreffen 2018
4. bis 21. Mai 2018
- Deutsches Schauspielhaus, Hamburg – Am Königsweg von Elfriede Jelinek – Regie: Falk Richter
- Schauspielhaus Zürich im Schiffbau – Beute Frauen Krieg von Karin Henkel unter Verwendung von Die Troerinnen von John von Düffel nach Euripides und Iphigenie in Aulis von Soeren Voima nach Euripides – Regie: Karin Henkel
- Thalia Theater, Hamburg – Die Odyssee. Eine Irrfahrt nach Homer von Antú Romero Nunes – Regie: Antú Romero Nunes
- Akademietheater des Wiener Burgtheaters – Die Welt im Rücken nach dem Roman von Thomas Melle – Regie: Jan Bosse
- Volksbühne am Rosa-Luxemburg-Platz, Berlin – Faust nach Johann Wolfgang von Goethe – Regie: Frank Castorf
- Münchner Kammerspiele – Mittelreich  nach dem Roman von Josef Bierbichler nach der Inszenierung von Anna-Sophie Mahler – Regie: Anta Helena Recke
- Berliner Festspiele – Nationaltheater Reinickendorf von Vegard Vinge, Ida Müller – Regie: Vegard Vinge, Ida Müller
- Schaubühne am Lehniner Platz, Berlin – Rückkehr nach Reims von Didier Eribon – Regie: Thomas Ostermeier
- Münchner Kammerspiele – Trommeln in der Nacht von/nach Bertolt Brecht – Regie: Christopher Rüping
- Theater Basel – Woyzeck von Georg Büchner – Regie: Ulrich Rasche

## 56. Theatertreffen 2019
3. bis 19. Mai 2019
- Staatsschauspiel Dresden – Das große Heft nach Ágota Kristóf – Regie: Ulrich Rasche
- Schauspiel Dortmund – Das Internat von Ersan Mondtag – Regie: Ersan Mondtag
- Münchner Kammerspiele – Dionysos Stadt von Christopher Rüping – Regie: Christopher Rüping
- Staatsschauspiel Dresden – Bühnenfassung von Erniedrigte und Beleidigte nach dem Roman von Fjodor Michailowitsch Dostojewski – Regie: Sebastian Hartmann
- Theaterhaus Gessnerallee Zürich – Girl From The Fog Machine Factory von Thom Luz – Regie: Thom Luz
- Akademietheater des Wiener Burgtheaters / Theater Basel – Hotel Strindberg von Simon Stone nach August Strindberg – Regie: Simon Stone
- Hebbel am Ufer, Berlin, u. a. – Oratorium von She She Pop – Regie: She She Pop
- Deutsches Theater, Berlin – Persona von Ingmar Bergman – Regie: Anna Bergmann
- Theater Basel – Tartuffe oder das Schwein der Weisen nach Molière – Regie: Claudia Bauer
- Sophiensæle, Berlin – Unendlicher Spaß von David Foster Wallace – Regie: Thorsten Lensing